# Apanthura excavata
Apanthura excavata là một loài chân đều trong họ Anthuridae. Loài này được Mezhov miêu tả khoa học năm 1976.